# أديلينا غوتيريز
أديلينا غوتيريز (بالإسبانية: Adelina Gutiérrez)‏ هي عالمة فيزياء فلكية تشيلية، ولدت في 27 مايو 1925 في سانتياغو في تشيلي، وتوفي بنفس المكان في 11 أبريل 2015.